# 6É busz (Budapest)
A budapesti 6É jelzésű éjszakai autóbusz a Moszkva tér és Móricz Zsigmond körtér között közlekedett. A vonalat a Budapesti Közlekedési Rt. üzemeltette.

## Története
1989. szeptember 2-án megszűnt a Nagykörúton az éjszakai villamosközlekedés, a 6É villamosok helyett 6É jelzésű buszok közlekedtek a Móricz Zsigmond körtér és a Moszkva tér között. 2005. szeptember 1-jén megszűnt, helyette 906-os jelzéssel indítottak új járatot.

## Útvonala
| Móricz Zsigmond körtér felé | Moszkva tér felé |
| --- | --- |
| Moszkva tér vá. – Margit körút – Bem József utca – Tölgyfa utca – Margit körút – Margit híd – Szent István körút – Teréz körút – Erzsébet körút – József körút – Ferenc körút – Petőfi híd – Irinyi József utca – Október huszonharmadika utca – Fehérvári út – Móricz Zsigmond körtér vá. | Móricz Zsigmond körtér vá. – Karinthy Frigyes út – Irinyi József utca – Petőfi híd – Ferenc körút – József körút – Erzsébet körút – Teréz körút – Szent István körút – Margit híd – Margit körút – Moszkva tér vá. |

## Megállóhelyei
| 0  | Moszkva tér végállomás                     | 26 | 49É, 956                |
| 1  | Széna tér                                  | 25 |                         |
| 2  | Mechwart liget                             | 24 |                         |
| 4  | Margit híd, budai hídfő (↓) Török utca (↑) | 22 | 42É                     |
| 5  | Margitsziget                               | 21 |                         |
| 6  | Honvéd utca (↓) Tátra utca (↑)             | 19 |                         |
| 8  | Nyugati pályaudvar                         | 18 | 14É, 50É                |
| 9  | Aradi utca                                 | ∫  |                         |
| 11 | Oktogon                                    | 16 |                         |
| 12 | Király utca                                | 14 |                         |
| 13 | Wesselényi utca                            | 12 |                         |
| 15 | Blaha Lujza tér (↓) Rákóczi út (↑)         | 11 | 28É, 78É                |
| ∫  | Népszínház utca                            | 10 | 28É, 78É                |
| 17 | Rákóczi tér                                | 9  |                         |
| 18 | Baross utca                                | 8  |                         |
| 20 | Üllői út                                   | 6  | 14É, 50É                |
| 21 | Mester utca                                | 6  |                         |
| 22 | Boráros tér                                | 4  | 31É, 179É               |
| 24 | Karinthy Frigyes út                        | ∫  |                         |
| ∫  | Petőfi híd, budai hídfő                    | 2  |                         |
| 25 | Budafoki út                                | ∫  |                         |
| ∫  | Budafoki út                                | 1  |                         |
| 27 | Fehérvári út                               | ∫  | 3É                      |
| 28 | Móricz Zsigmond körtér végállomás          | 0  | 3É, 40É, 49É, 72É, 153É |

## A kultúrában
A járat neve „6É”-ként elhangzik a Nyócker! című film Kurvaélet című betétdalában.